# 5982 Polykletus
5982 Polykletus (4862 T-1) là một tiểu hành tinh vành đai chính được phát hiện ngày 13 tháng 5 năm 1971 bởi Cornelis Johannes van Houten, Ingrid van Houten-Groeneveld và Tom Gehrels ở Đài thiên văn Palomar.
Nó được đặt theo tên the Greek sculptor Polykletus of Argos. Together with Phidias (see planet 4753 Phidias) he is considered the most important sculptor of his time.